# Соколов Іван Іванович (художник)
Іва́н Іва́нович Соколо́в (*10 червня 1823, Астрахань — †12 листопада 1910 (за іншими даними — 1918[джерело?]) Харків) — український маляр і графік. Низка його творів присвячена Україні, де він часто бував. Був знайомий з Тарасом Шевченком.

## Біографія
У 1846—1855 роках навчався у Петербурзькій академії мистецтв. Академік з 1857 року і професор (з 1864).
Часто відвідував Україну, останні роки жив у Харкові, де й помер.

## Творчість
Картини з життя українського села: «Кобзар», «Українське весілля», «Прощання косаря», «Українська ніч», «Перезва» (1857), «З базару» (1859), «Дівчата ворожать у ніч під Івана Купала», «Проводи рекрутів» (1860); 17 офортів, виґравірованих Л. Жемчужниковим за малюнками Соколова для альбому «Живописная Украина».
Твори Соколова зберігаються в музеях Києва, Харківському художньому музеї, Закарпатському обласному художньому музеї ім. Й. Бокшая в Ужгороді, Державній Третьяковській галереї в Москві, Державному російському музеї у Санкт-Петербурзі.

## Галерея

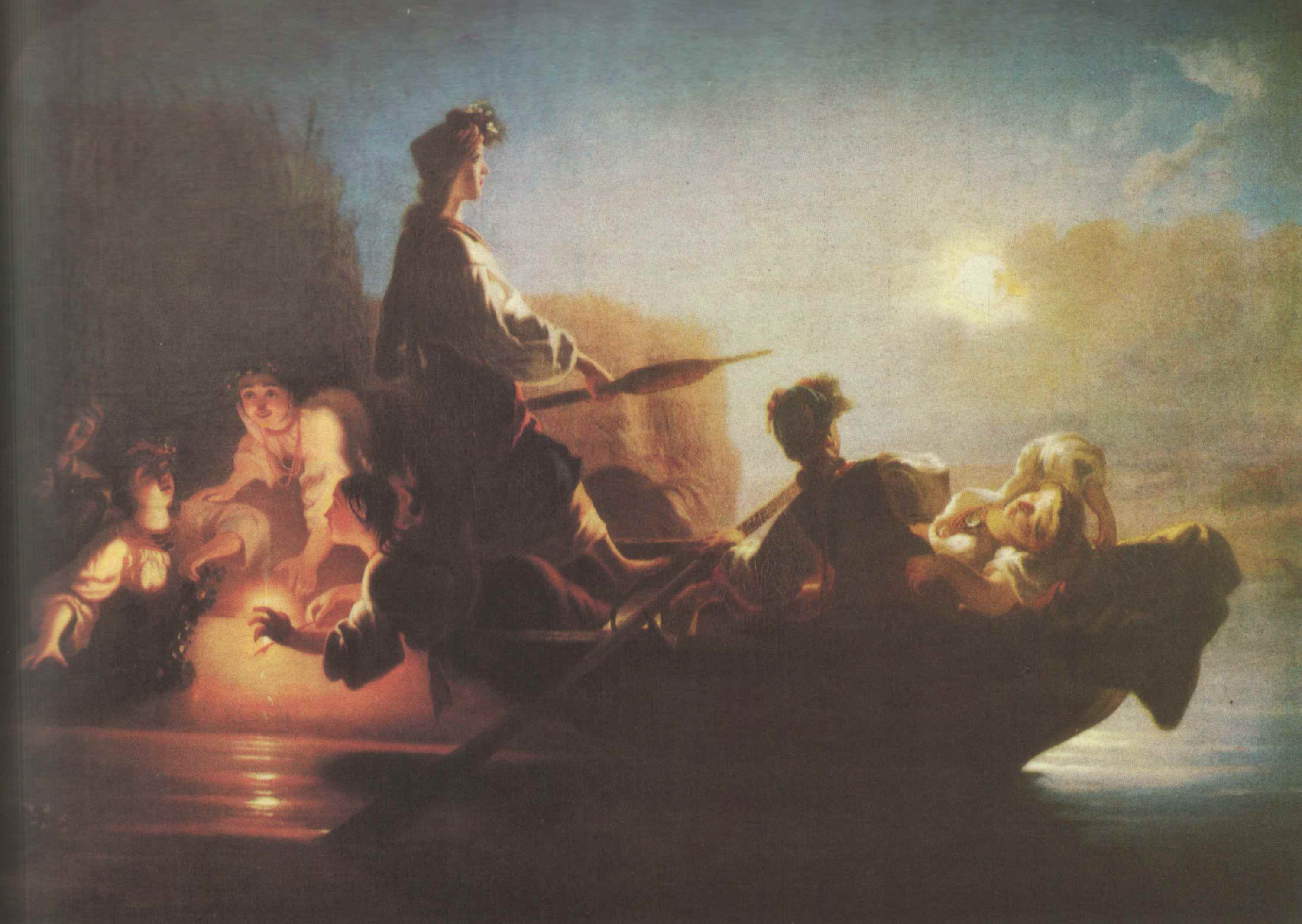
«Дівчата ворожать у ніч під Івана Купала»
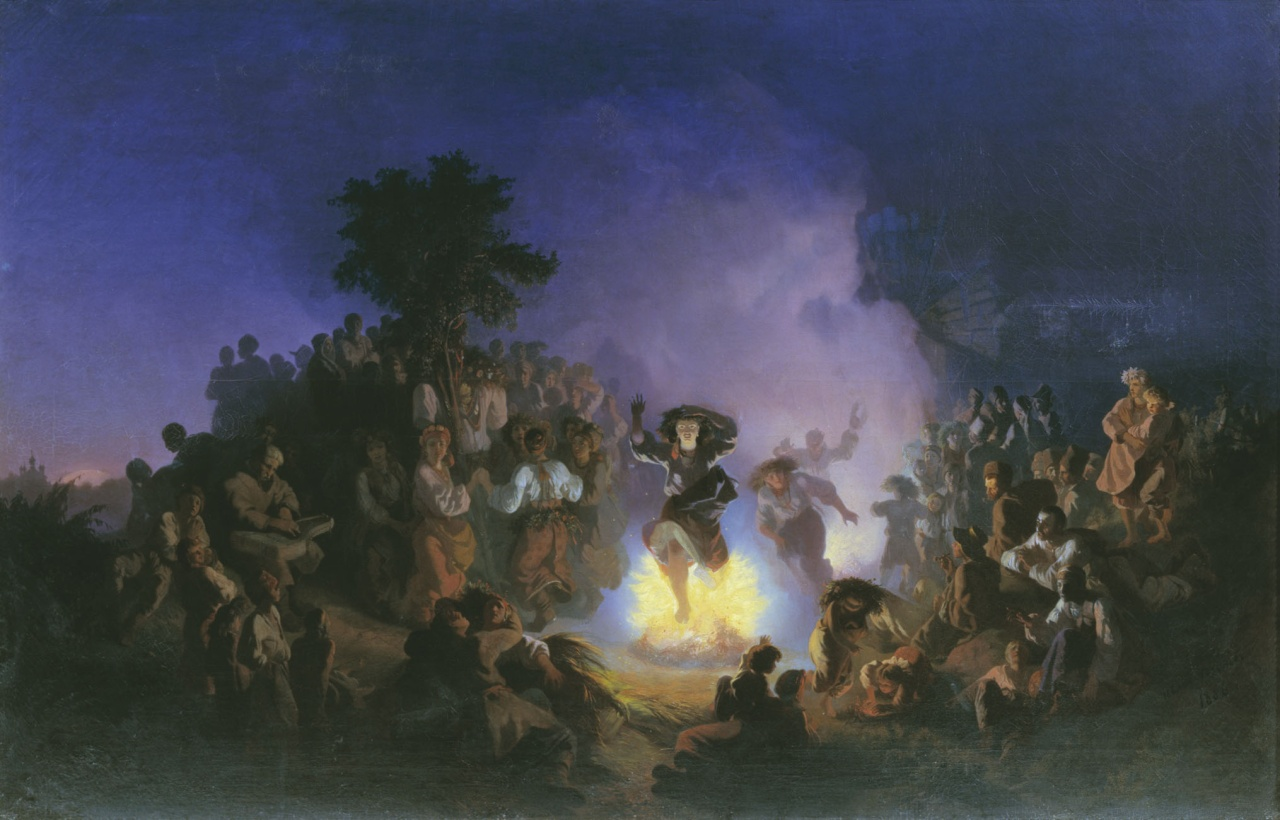
«Ніч на Івана Купала», 1856.
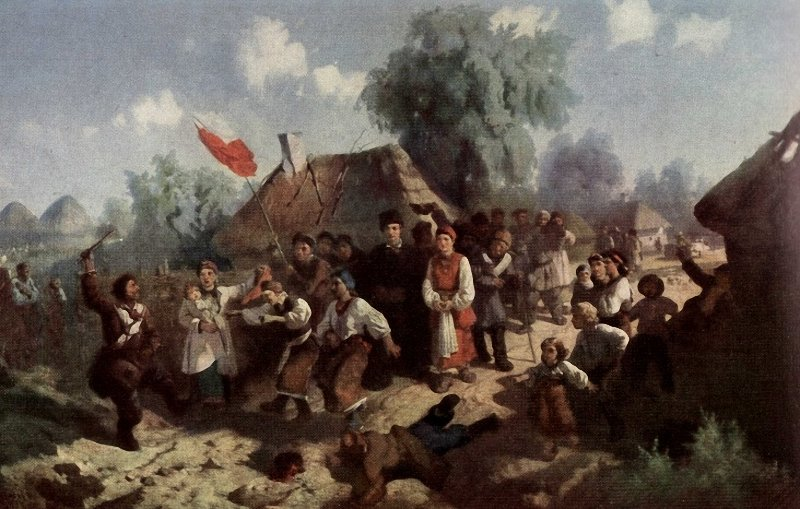
«Перезва», 1857.
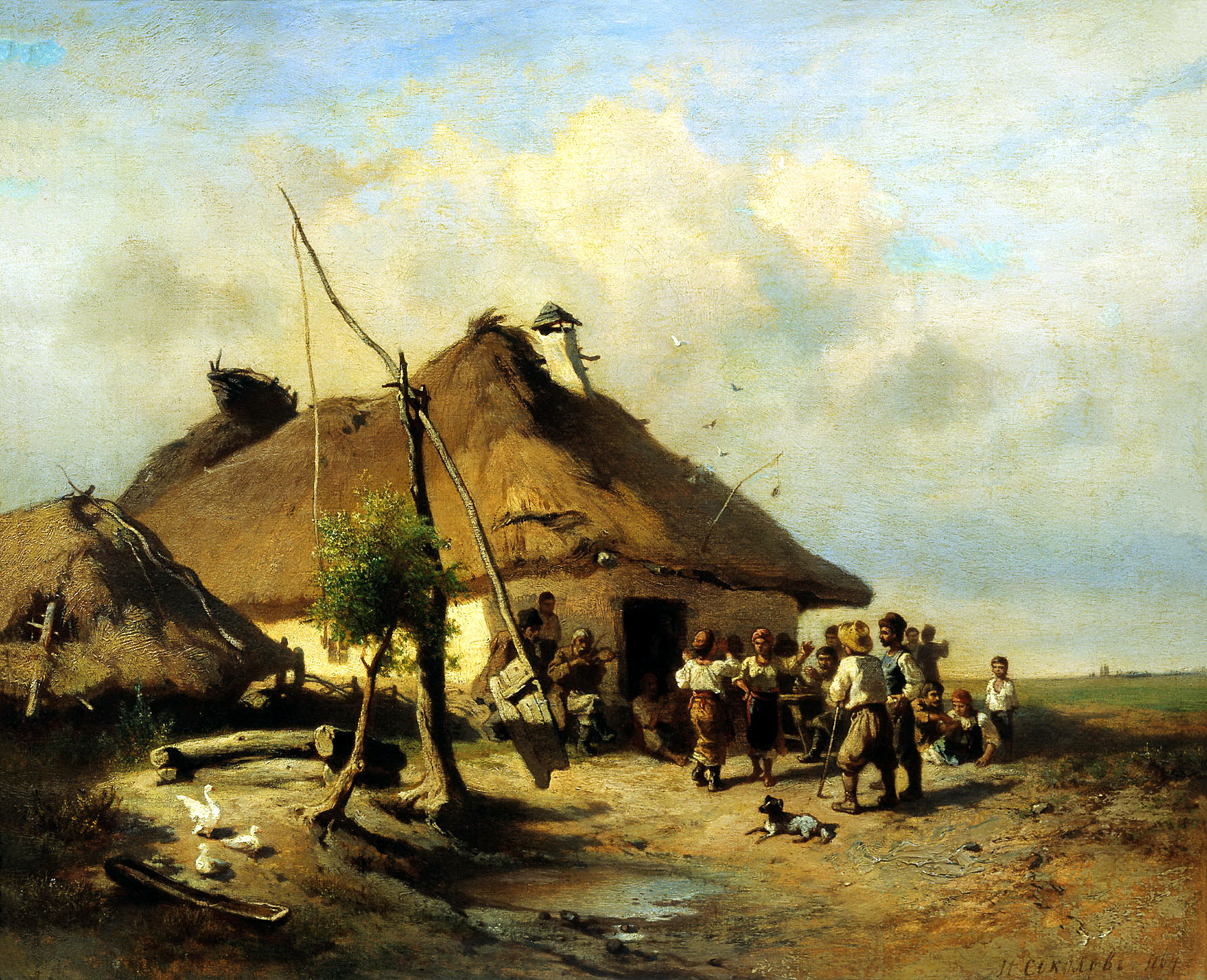
«Біля шинку», 1864. Закарпатський обласний художній музей ім. Й. Бокшая, Ужгород
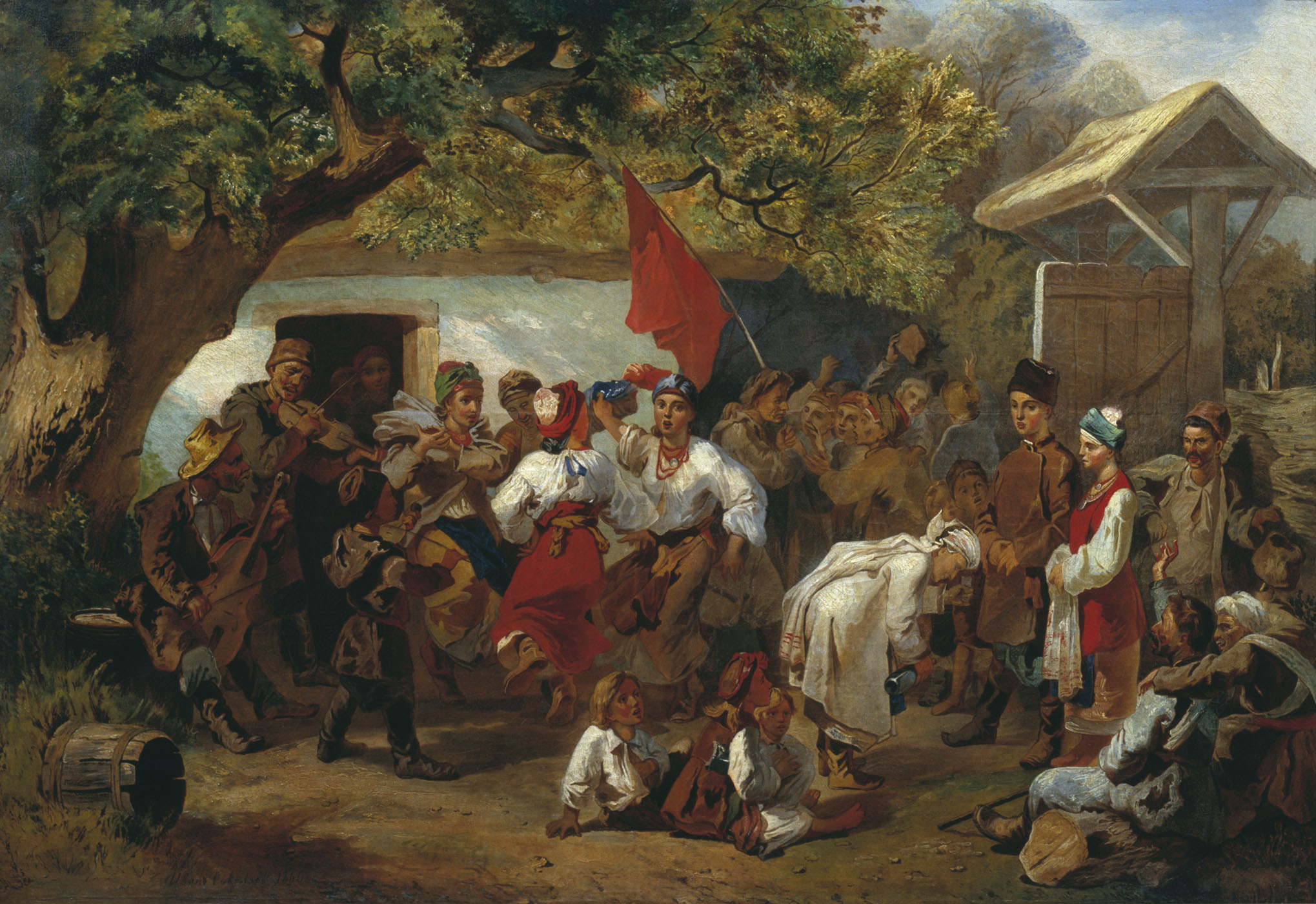
«Весілля», 1860.